# 찰스 태넌
찰스 태넌(Charles Tannen, 1915년 10월 22일 ~ 1980년 12월 18일)은 미국의 배우, 영화 배우, 텔레비전 배우, 각본가이다.

## 영화
- 길리건의 섬 (1964년)
- 해저 여행 (1961년)
- 보난자 (1959년)
- 사랑의 흔적 (1959년)
- 리턴 오브 드라큐라 (1958년)
- 플라이 (1958년)
- 페리 메이슨 (1957년)
- 딜론 보안관 (1955년)
- 샤이안 (1955년)
- 걸 인 더 레드 벨벳 스윙 (1955년)
- 베니 굿맨 스토리 (1955년)
- 심판 (1955년)
- 크라이 투마로우 (1955년)
- 고릴라 앳 라지 (1954년)
- 회상 속의 연인 (1954년)
- 원한의 도곡리 다리 (1954년)
- 달려라 래시 (1954년)
- 위험한 횡단 (1953년)
- 신사는 금발을 좋아한다 (1953년)
- 데드라인 - U.S.A. (1952년)
- 야망의 브로드웨이 (1952년)
- 위다웃 워닝! (1952년)
- 유어 인 더 네이비 나우 (1951년)
- 아윌 겟 바이 (1950년)
- 기브 미 리가드 투 브로드웨이 (1948년)
- 거짓 편지 (1948년)
- 와이오밍의 푸른 초원 (1948년)
- 돌 페이스 (1946년)
- 리브 허 투 헤븐 (1945년)
- 리비아 상륙작전 (1942년)
- 브로드웨이로 간 토미 (1942년)
- 문 오버 마이아미 (1941년)
- 그레이트 아메리칸 브로드캐스트 (1941년)
- 리멤버 더 데이 (1941년)
- 영 피플 (1940년)
- 릴리언 러셀 (1940년)
- 분노의 포도 (1940년)
- 스워니 리버 (1939년)
- 로즈 오브 워싱턴 스퀘어 (1939년)
- 세컨드 피들 (1939년)
- 링컨 (1939년)
- 무법자 제시 제임스 (1939년)
- 모호크족의 북소리 (1939년)
- 마이 럭키 스타 (1938년)
- 해피 랜딩 (1938년)
- 서브마린 패트롤 (1938년)
- 웨이크 업 앤 라이브 (1937년)
- 딤플스 (1936년)
- 싱, 베이비, 싱 (1936년)